# João Hickling Anglin
João Hickling Anglin (Ponta Delgada, 17 de abril de 1894 — Ponta Delgada, 28 de dezembro de 1975) foi um professor liceal que se destacou como tradutor de obras de línguas inglesa e alemã.

## Biografia
Nasceu na freguesia de São Pedro da cidade de Ponta Delgada, descendente de Thomas Hickling e do irlandês John Anglin, natural de Cork. Completou em 1912 o ensino secundário no Liceu Nacional de Ponta Delgada, ao tempo a funcionar no extinto Convento da Graça.
Matriculou-se no curso de Filologia Germânica da Faculdade de Letras da Universidade de Coimbra, que frequentou de 1912 a 1917, ano em que se licenciou. No entretanto, a partir de 1915 prestou serviço militar como oficial miliciano no Exército Português, tendo em 1917 sido enviado para a fronteira sul de Angola no contexto do conflito fronteiriço com o Sudoeste Africano Alemão. Permaneceu em Angola até 1919, tendo sido desmobilizado com o fim da Primeira Guerra Mundial.
Tendo passado à disponibilidade, entre 1919 e 1921 fez o curso de preparação para o ensino liceal na Escola Normal Superior de Coimbra. Terminada a habilitação para a docência foi colocado no Liceu Nacional de Ponta Delgada, escola em que se manteria até atingir o limite de idade em 1964. Em 1926 foi escolhido para as funções de reitor daquele Liceu, cargo que exerceu até 1964, com interrupção apenas nos anos lectivos de 1935/1936 a 1938-1939. Foi também professor da Escola do Magistério Primário de Ponta Delgada e seu director de 1943 a 1964. A sua passagem por África durante o serviço militar obrigatório terá influído na sua decisão de fundar uma Secção de Estudos Coloniais no Liceu de Ponta Delgada.
Apesar de na juventude ter publicado artigos defendendo opiniões libertárias, aderiu ao ideário do Estado Novo, tendo tido participação política relevante como procurador e presidente da Junta Geral do Distrito Autónomo de Ponta Delgada e como vereador da Câmara Municipal daquela cidade.
Colaborou em diversos periódicos, nomeadamente com o Diário dos Açores, exercendo durante algum tempo as funções de corretor das provas do Correio dos Açores, ambos periódicos editados em Ponta Delgada. Deixou muitas dezenas de artigos dispersos pelos periódicos açorianos, mas também muitos em jornais de Lisboa e de Coimbra.
No campo cultural foi muito activo, sendo um dos sócios fundadores do Instituto Cultural de Ponta Delgada, em cuja presidência sucedeu em 1955 ao poeta Humberto de Bettencourt, permanecendo no cargo até falecer. Dedicou-se essencialmente à tradução de obras literárias com temática relativa aos Açores publicadas na língua inglesa e, em menor quantidade, em língua alemã. Entre as mais notáveis estão poemas de Percy Bysshe Shelley e de Alfred, Lord Tennyson e o trabalho dos irmãos Joseph e Henry Bullar sobre a sua passagem pelos Açores, numa edição com prólogo do escritor micaelense Armando Côrtes-Rodrigues, seu amigo pessoal. Muitas das suas traduções foram publicadas na revista Insulana, de Ponta Delgada, e no Boletim do Instituto Histórico da Ilha Terceira, de Angra do Heroísmo.
Para além das traduções, publicou um conjunto alargado de obras, muitas das quais de carácter pedagógico destinadas especificamente aos alunos do Liceu de Ponta Delgada. Publicou também alocuções proferidas no decurso da sua carreira docente e alguns artigos sobre figuras históricas e literárias (que em várias ocasiões publicou como colectâneas). Organizou e prefaciou uma antologia da obra do padre Sena Freitas. Cultivou a poesia tardiamente, com mais de 50 anos de idade, publicando uma colectânea poética intitulada Flores com Fruto, com prefácio de Agnelo Casimiro.
Foi agraciado com o grau de Comendador da Ordem da Instrução Pública em 7 de maio de 1952 e com o grau de Comendador da Ordem do Infante D. Henrique em 15 de junho de 1962. É lembrado na toponímia da cidade de Ponta Delgada, cidade onde existe a «Rua Doutor João Hickling Anglin».

## Obras publicadas
Para além de vasta colaboração dispersa por periódicos, é autor das seguintes obras:
- Alocução proferida pelo Alferes Miliciano João H. Anglin da 4ª. Companhia d'Infantaria 23, expedicionaria a Angola, por ocasião da ratificação de Juramento de Bandeira... perante a guarnição militar do distrito da Huíla. Lubango, 1918.
- Flores com fruto: poesias. Ponta Delgada, Tip. do Correio dos Açores, 1945.
- Leituras para os meus alunos. Ponta Delgada, Tip. do Correio dos Açores, 1946.
- Alocuções escolares e outros escritos. Ponta Delgada, Tip. do "Correio dos Açores", 1947.
- Novas alocuções escolares e outros escritos. Ponta Delgada, Tip. do "Correio dos Açores", 1953.
- O historiador Joaquim Bensaúde. Ponta Delgada, Tip. do "Diário dos Açores", 1953.
- Novas leituras para os meus alunos. Ponta Delgada, Tip. do "Correio dos Açores", 1954.
- Notas de um professor liceal. Ponta Delgada, Tip. do "Correio dos Açores", 1955.
- A educação nos Açores. Ponta Delgada, 1955.
- Trinta anos de reitorado. 	Ponta Delgada, 1959.
- Últimas notas de um professor liceal. Ponta Delgada, Tip. Gráfica Açoriana, Lda., 1961.
- Padre Sena Freitas: antologia. Instituto Cultural de Ponta Delgada, Ponta Delgada, 1968.[9]

Entre as suas traduções contam-se as seguintes obras:
- Terence P. Waldron, Os Sonetos de Antero de Quental. Tradução do inglês de João H. Anglin. Ponta Delgada, Tip. do Diário dos Açores, 1949.
- Captain Boid, A description of the Azores or Western Islands. London, Bull and Churton, 1834.
- G. Lloyd Hodges, Narrative of the Expedition to Portugal in 1832.
- C. Alice Baker, A Summer in the Azores with a Glimpse of Madeira.
- Joseph Bullar, A Winter in the Azores; and Summer at the baths of the Furnas (2 vol.). Londres, John van Voorst, 1841.
- Walter Frederick Walker, The Azores or Western Islands: A political, commercial and geographical account, containing what is historically known of these islands, and descriptive of their scenery, inhabitants, and natural productions; having special reference to the eastern group consisting of St. Michael and St. Mary, the Formigas and Dollabaret Rocks; including suggestions to travellers and invalids who may resort to the archipelago in search of health, Londres, 1886.